# Ԗ (кирилиця)
Ԗ, ԗ (лігатура РХ ; в Юнікоді називається rha) — літера розширеної кирилиці. Використовувалася в мокшанському алфавіті до 1927 року. Позначала глухий сонант МФА: [r̥].
Вперше використана у мокшанському букварі Дорофєєва, у 1924 році введена до офіційної мокшанської абетки, проте вже у 1927 році замінена диграфом «рх» (в палатилізованому варіанті — «рьх»). Цей зразок алфавіту використовується дотепер. В проєкті латиниці 1932 року використовували диграф «rx»,, але ця абетка не набула широкого вжитку.